# Michal Pšenko
Michal Pšenko (né le 8 juillet 1982 à Poprad) est un athlète du combiné nordique et un sauteur à ski slovaque.

## Palmarès

### Combiné nordique

#### Jeux olympiques
| Épreuve / Édition | Salt Lake City 2002 |
| Gundersen         | 38e                 |
| Sprint            | 39e                 |

#### Coupe du monde
- Meilleur classement général : 43e en 2001.
- Meilleur résultat : 26e.

#### Coupe du monde B
- 2 podiums (2000, 2004)

### Saut à ski

#### Championnats du monde
| Épreuve / Édition | Ramsau 1999 |
| Petit Tremplin    | 48e         |
| Grand Tremplin    | 42e         |

#### Coupe du monde
- Meilleur résultat : 44e.

#### Championnats du monde junior
- Médaille d'argent en 1999